# Brendan Morrison
Brendan Morrison (Pitt Meadows, 15 agosto 1975) è un ex hockeista su ghiaccio canadese.

## Palmarès

### Mondiali
- 2 medaglie:
  - 1 oro (Repubblica Ceca 2004)
  - 1 argento (Austria 2005)